# داوغافبيلس

شعار النبالة المدينة

داوغاوبلس ((باللاتفية: Daugavpils)‏, تلفظ ‎[ˈdaʊɡaʊpils]‏) هي ثاني أكبر مدينة في لاتفيا. تبعد ب 230 كم جنوب شرق العاصمة اللاتفية ريغا على ضفاف نهر داوغافا (نهر دفينا) و هو مصدر اسمها. داوغافبلس تعني قلعة على داوغافا و لديها موقع متميز على الحدود البلاروسية واللتوانية (بمسافة 33 كم و 25 كم على التوالي). و تبعد ب 120 كم عن الحدود الروسية اللاتفية وهي مركز صناعي وعقدة سككية تلتقي فيها محاور قطارات رئيسية في البلاد وفي شمال شرق أوروبا ومحاطة بعدة بحيرات و متنزهات طبيعية.

## المناخ
يظهر الجدول التالي التغييرات المناخية على مدار السنة لداوغافبيلس:
| البيانات المناخية لـداوغافبيلس     | البيانات المناخية لـداوغافبيلس | البيانات المناخية لـداوغافبيلس | البيانات المناخية لـداوغافبيلس | البيانات المناخية لـداوغافبيلس | البيانات المناخية لـداوغافبيلس | البيانات المناخية لـداوغافبيلس | البيانات المناخية لـداوغافبيلس | البيانات المناخية لـداوغافبيلس | البيانات المناخية لـداوغافبيلس | البيانات المناخية لـداوغافبيلس | البيانات المناخية لـداوغافبيلس | البيانات المناخية لـداوغافبيلس | البيانات المناخية لـداوغافبيلس |
| الشهر                              | يناير                          | فبراير                         | مارس                           | أبريل                          | مايو                           | يونيو                          | يوليو                          | أغسطس                          | سبتمبر                         | أكتوبر                         | نوفمبر                         | ديسمبر                         | المعدل السنوي                  |
| ---------------------------------- | ------------------------------ | ------------------------------ | ------------------------------ | ------------------------------ | ------------------------------ | ------------------------------ | ------------------------------ | ------------------------------ | ------------------------------ | ------------------------------ | ------------------------------ | ------------------------------ | ------------------------------ |
| الدرجة القصوى °م (°ف)              | 7.5 (45.5)                     | 13.1 (55.6)                    | 18.4 (65.1)                    | 24.4 (75.9)                    | 30.4 (86.7)                    | 31.8 (89.2)                    | 33.6 (92.5)                    | 31.6 (88.9)                    | 28.8 (83.8)                    | 23.6 (74.5)                    | 16.3 (61.3)                    | 10.2 (50.4)                    | 33.6 (92.5)                    |
| متوسط درجة الحرارة الكبرى °م (°ف)  | −3.8 (25.2)                    | −2.5 (27.5)                    | 2.4 (36.3)                     | 10.4 (50.7)                    | 18.1 (64.6)                    | 21.4 (70.5)                    | 22.4 (72.3)                    | 21.5 (70.7)                    | 16.1 (61.0)                    | 9.9 (49.8)                     | 3.2 (37.8)                     | −1.3 (29.7)                    | 9.8 (49.6)                     |
| المتوسط اليومي °م (°ف)             | −6.7 (19.9)                    | −5.9 (21.4)                    | −1.8 (28.8)                    | 5.2 (41.4)                     | 12.1 (53.8)                    | 15.7 (60.3)                    | 16.9 (62.4)                    | 15.9 (60.6)                    | 11.2 (52.2)                    | 6.1 (43.0)                     | 1.0 (33.8)                     | −3.8 (25.2)                    | 5.5 (41.9)                     |
| متوسط درجة الحرارة الصغرى °م (°ف)  | −10.0 (14.0)                   | −9.4 (15.1)                    | −5.7 (21.7)                    | 0.7 (33.3)                     | 6.3 (43.3)                     | 10.1 (50.2)                    | 11.7 (53.1)                    | 10.9 (51.6)                    | 7.2 (45.0)                     | 2.9 (37.2)                     | −1.3 (29.7)                    | −6.7 (19.9)                    | 1.4 (34.5)                     |
| أدنى درجة حرارة °م (°ف)            | −36.0 (−32.8)                  | −34.5 (−30.1)                  | −32.0 (−25.6)                  | −18.6 (−1.5)                   | −5.5 (22.1)                    | −0.6 (30.9)                    | 3.6 (38.5)                     | −1.5 (29.3)                    | −5.0 (23.0)                    | −11.2 (11.8)                   | −22.0 (−7.6)                   | −38.7 (−37.7)                  | −38.7 (−37.7)                  |
| الهطول مم (إنش)                    | 36 (1.4)                       | 27 (1.1)                       | 34 (1.3)                       | 40 (1.6)                       | 51 (2.0)                       | 73 (2.9)                       | 83 (3.3)                       | 74 (2.9)                       | 66 (2.6)                       | 52 (2.0)                       | 52 (2.0)                       | 46 (1.8)                       | 634 (25.0)                     |
| متوسط أيام هطول الأمطار (≥ 1.0 mm) | 9.6                            | 7.7                            | 8.5                            | 8.0                            | 9.2                            | 9.9                            | 11.1                           | 10.2                           | 11.7                           | 9.8                            | 11.4                           | 11.9                           | 119.0                          |
| ساعات سطوع الشمس الشهرية           | 34                             | 61                             | 123                            | 170                            | 250                            | 259                            | 255                            | 226                            | 151                            | 90                             | 33                             | 22                             | 1٬674                          |
| المصدر: NOAA                       |                                |                                |                                |                                |                                |                                |                                |                                |                                |                                |                                |                                |                                |

## توأمة
لداوغافبيلس اتفاقيات توأمة مع كل من:
- هادرسلف [الإنجليزية]‏ منذ (1993 - )[11]
- رادوم (17 ديسمبر 1993 - )[12]
- نارو-فومينسك (28 نوفمبر 1997 - )[12]
- فرارة (18 مارس 1998 - )[12]
- Motala [الإنجليزية]‏ (1 يوليو 1998 - )[12]
- فيتيبسك (25 يوليو 1998 - )[12]
- هاربن (6 يناير 2003 - )[12]
- Central Administrative Okrug [الإنجليزية]‏ (18 فبراير 2003 - )[12]
- الرملة (17 نوفمبر 2003 - )[12]
- بانيفيزيس (6 أبريل 2004 - )[12]
- Panevėžys urban area [الإنجليزية]‏ (6 أبريل 2004 - )
- سانت بطرسبرغ (27 أبريل 2004 - )[12]
- بسكوف (13 مارس 2006 - )[12]
- خاركيف (23 أغسطس 2008 - )[12]
- ليدا (يناير 2012 - )[12]
- بابرويسك (8 يونيو 2012 - )[12]
- باطوم (3 أغسطس 2012 - )[12]
- ماغديبورغ (سبتمبر 2012 - )[12]
- آلاوردي (2 أكتوبر 2012 - )[12]
- بالتسي (2015 - )
- Braslaw [الإنجليزية]‏

## أعلام
- مارك روثكو
- جيرمان فرايد
- إيفانس لوجكانوفس
- أناتول أبراغام
- فيكتوريا موديستا